# Contea di Marshall (Oklahoma)
La contea di Marshall ( in inglese Marshall County ) è una contea dello Stato dell'Oklahoma, negli Stati Uniti. La popolazione al censimento del 2000 era di 13 184 abitanti. Il capoluogo di contea è Madill.

## Geografia fisica

### Aree nazionali protette
- Tishomingo National Wildlife Refuge (parte)

## Strade principali
- U.S. Highway 70
- U.S. Highway 177
- U.S. Highway 377
- State Highway 32
- State Highway 99

## Confini
- Contea di Johnston (nord)
- Contea di Bryan (est)
- Contea di Grayson (Texas) (sud)
- Contea di Love (ovest)
- Contea di Carter (nord-ovest)